# Naomi Ruele
Naomi Qutilah Keneilwe Ruele (geb. 13. Januar 1997 in Gaborone) ist eine botswanische Schwimmerin. Sie trat bei den Olympischen Sommerspielen 2016 in Rio de Janeiro an.

## Leben
Naomi Ruele wurde am 13. Januar 1997 in Gaborone, Botswana, geboren. Sie ging an die Maru a Pula School.

## Karriere
Sie war die erste botswanische Schwimmerin, die sich für die Olympische Jugend-Sommerspiele qualifizierte. Sie trat 2014 in Nanjing an. Im Wettbewerb 50 m und 100 m Rückenschwimmen schied sie in den Vorläufen aus.
Ruele gewann eine Bronzemedaille im Wettbewerb über 50 m Rücken bei den South African Swimming Championships 2014 und erreichte Platz fünf über 100 m Rücken. Dabei setzte sie ihre persönlich Bestzeit mit 27,42 s in den 50 m, beziehungsweise mit 1:01:81 min in den 100 m Freistil. Sie studierte an der Florida International University, wo sie 2015/16 von Conference USA als „Swimmer of the Year“ benannt wurde, nachdem sie 12 Mal Platz 1 in den 50 m Freistil errang. Bei den Conference USA Championships schwamm sie 22,33 s in den Vorläufen und erreichte einen Rekord von 22,23 s im Finale. Sie schwamm in weiteren sieben Wettkämpfen bei den Meisterschaften, drei Einzelwettkämpfen und vier als Teil eines Staffelteams. Sie gewann jedes Mal, insgesamt sieben Goldmedaillen, womit sie zwei weitere Rekorde für ihre Universität setzte, in den 100 m Freistil und den 200 m Freistil-Staffel.
Ruele schwamm für die Florida International University von 2015 bis 2019. In ihren vier Jahren Universitätssport qualifizierte sie sich jeweils für die NCAA Division I Women’s Swimming and Diving Championships. Sie hält auch die Rekorde in den 50 m Freistil und 100 m Rücken und wurde von Botswana Youth als eine von Botswana’s Top 30 Under 30 Inspirational Youth benannt.

### Olympische Spiele
Ruele qualifizierte sich für die Olympischen Sommerspiele 2016 bei einem Schwimmwettkampf am Georgia Institute of Technology am 20. März 2016; sie erreichte eine Zeit von 26,07 s und wurde vom Botswana National Olympic Committee für Botswana nominiert. Es war das erste Mal, dass Botswana mehr als eine Frau für ein olympisches Team benannte.
Um dieselbe Zeit wurde Ruele vom Botswana National Sports Council auch als Junior Female Sportsperson of the Year geehrt. Am 12. August 2016 schwamm sie über 50 m Freistil und erreichte im Vorlauf mit 26,23 s den zweiten Platz, womit sie insgesamt auf Rang 47 kam.